# أحلى الأيام
أحلى الأيام هو مسلسل كارتوني ياباني من إنتاج نيبون أنيميشن إنتاج عام 1981 والمسلسل اقتباس عن رواية قلب للكاتب الإيطالي إدموندو دي أميسيس.

## قصة المسلسل
يحكي المسلسل قصة «كيروسي» وأصدقائه في المدرسة حيث تحدث في كل حلقة طرائف..
في حلقة من الحلقات يتشاجر أحد الطلاب المحترمين مع آخر كان يتحرش به ويرميه بزجاجة الحبر لحظة دخول المدرس فينسكب الحبر على المدرس فيتلقى العقاب أمام الجميع ومن ثم يعمل مع أصدقائه على التأقلم مع معلمهم الجديد.. مسلسل يتحدث عن الحياة الاجتماعية في قالب طريف ومشوق ويحتوي على الكثير من الروئ الاجتماعية والقضايا التي تعالج واقع المجتمع في فترة من الزمن داخل إيطاليا

## الدبلجة العربية
- سعاد جواد
- مسافر عبد الكريم
- نور الهدى صبري
- لينا البائع
- عصمت محمود
- نزار العامرائي
- طارق عبد اللطيف
- داود الكواري
- علي إبراهيم
- إيمان حسين

### ترجمة
- يوسف القطب

## روابط خارجية
- أحلى الأيام على موقع IMDb (الإنجليزية)
- أحلى الأيام على موقع ليتربوكسد (الإنجليزية)
- أحلى الأيام على موقع قاعدة بيانات الفيلم (الإنجليزية)
- أحلى الأيام على موقع ANN anime (الإنجليزية)